# Magomed Schachbanowitsch Omarow
Magomed Schachbanowitsch Omarow (russisch Магомед Шахбанович Омаров; * 16. Oktober 1989 in Kaspijsk, Dagestan) ist ein russischer Boxer dagestanischer Herkunft. Er wurde 2011 in Ankara Europameister und belegte bei den Olympischen Spielen 2012 in London den 5. Platz, jeweils im Superschwergewicht.

## Karriere
Magomed Omarow gewann 2009, 2010 und 2011 jeweils Bronze bei den Russischen Meisterschaften. Bei den Europameisterschaften 2011 in Ankara gewann er dann die Goldmedaille und bezwang auf dem Weg zum Titel Olexandr Trifonov, Milutin Stanković, Mikheil Bakhtidze und Roberto Cammarelle. 
2012 gewann er auch erstmals die Russische Meisterschaft und schlug dabei unter anderem Maxim Babanin und Sergei Kusmin. Er konnte zudem die europäische Olympiaqualifikation 2012 in Trabzon gewinnen, wobei er Mihail Muntean, Wiktar Sujeu, Filip Hrgović, Muhammet Acı und Tony Yoka besiegen konnte. Er startete daraufhin bei den Olympischen Spielen 2012 in London und schlug in der Vorrunde Dominic Breazeale, ehe er im Viertelfinale gegen Məhəmmədrəsul Məcidov ausschied. Diesem unterlag er auch im Viertelfinale bei den Weltmeisterschaften 2013 in Almaty, nachdem er zuvor Ali Eren Demirezen und Yoandris Toirac besiegt hatte. Darüber hinaus wurde er noch Gewinner der Sommer-Universiade 2013 in Kasan und gewann noch jeweils Bronze bei den Russischen Meisterschaften 2013 und 2014.
2015 wurde er Russischer Vizemeister und nahm an den Europameisterschaften 2015 in Samokow teil, wo er sich in der Vorrunde gegen Guido Vianello durchsetzte, aber im Viertelfinale gegen Petar Belberow unterlag. Nachdem er 2016 erneut Bronze bei den nationalen Meisterschaften gewonnen hatte, wurde er 2017 erneut Russischer Meister durch einen Finalsieg gegen Maxim Babanin. 2018 gewann er erneut eine Bronzemedaille.

### World Series of Boxing/AIBA Pro Boxing
Omarow boxte 2014 im Russian Boxing Team und 2017 im Patriot Boxing Team in der World Series of Boxing, zudem startete er ab 2014 auch im semiprofessionellen Turniermodus AIBA Pro Boxing. Er scheiterte jedoch im APB/WSB World Olympic Qualifier bei dem Versuch, sich für die Olympischen Spiele 2016 zu qualifizieren.

### Int. Turniersiege (Auswahl)
- Juni 2018: Umachanov-Turnier in Russland
- März 2018: Feliks Stamm Tournament in Polen
- Mai 2015: Box-Am Tournament in Spanien
- Mai 2013: Algirdas Socikas Turnier in Litauen
- Februar 2013: Bocskai Turnier in Ungarn
- Dezember 2012: World Cup of Petroleum Countries in Russland
- März 2012: GeeBee-Turnier in Finnland
- November 2011: World Cup of Petroleum Countries in Russland
- März 2011: Great Silk Way Turnier in Aserbaidschan
- April 2009: GeeBee-Turnier in Finnland

Er besiegte dabei unter anderem Petar Belberow, Frazer Clarke, Iwan Dytschko, Arsen Goulamirian, Joseph Joyce, Sergei Kusmin, Otto Wallin, Guido Vianello und Tony Yoka.